# Johan Richthoff
Johan Cornelius Richthoff (Limhamn, 30 aprile 1898 – Limhamn, 1º ottobre 1983) è stato un lottatore svedese, specializzato nella lotta libera.

## Palmarès
- Giochi olimpici

Amsterdam 1928: oro nei pesi massimi.
Los Angeles 1932: oro nei pesi massimi.